# COM LAG (2plus2isfive)
COM LAG (2plus2isfive) és el sisè EP de la banda anglesa Radiohead, publicat el 24 de març de 2004 al Japó i Austràlia. Es tracta d'una compilació de cares-B de senzills publicat per donar suport a l'àlbum Hail to the Thief, i també remescles realitzades per Cristian Vogel i Four Tet.

## Informació
El disc es va llançar inicialment al Japó i Austràlia, i un mes després al Canadà. A l'abril i maig de 2007, tres anys després, es va publicar també al Regne Unit i als Estats Units respectivament.
La portada és un dibuix dissenyat per l'artista Stanley Donwood. Hi ha la inscripció en japonès "はい、チーズ。" ("Hai, chiizu."), que en català es pot traduir com l'expressió "patata", que es diu a una persona perquè somrigui quan és fotografiada. En la contraportada hi ha la cita en anglès "I travelled all over the world. I stayed in the best hotels, visited the best beaches and I had access to beautiful women, champagne and caviar. No, I don't regret a minute of it." que prové de l'espia John Symonds, i que en català significa "He viatjat arreu del món. He estat en els millors hotels, he visitat les millors platges i he tingut accés a dones precioses, xampany i caviar. No, no me'n penedeixo ni un minut."

## Llista de cançons
Totes les cançons foren escrites i compostes per Radiohead. 
| Núm.          | Títol                                              | Durada |
| ------------- | -------------------------------------------------- | ------ |
| 1.            | «2+2=5» (directe a Earls Court, Londres, 26/11/03) | 3:34   |
| 2.            | «Remyxomatosis» (Cristian Vogel RMX)               | 5:08   |
| 3.            | «I Will» (versió Los Angeles)                      | 2:13   |
| 4.            | «Paperbag Writer»                                  | 3:58   |
| 5.            | «I Am a Wicked Child»                              | 3:05   |
| 6.            | «I Am Citizen Insane»                              | 3:32   |
| 7.            | «Skttrbrain» (Four Tet RMX)                        | 4:26   |
| 8.            | «Gagging Order»                                    | 3:55   |
| 9.            | «Fog (Again)» (directe)                            | 2:19   |
| 10.           | «Where Bluebirds Fly»                              | 4:23   |
| Durada total: | Durada total:                                      | 36:21  |